# Leptura amamiana watanabei
Leptura amamiana watanabei es una subespecie de escarabajo longicornio del género Leptura, categorizada en la tribu Lepturini, de la subfamilia Lepturinae. Fue descrita por Hayashi en 1962.

## Descripción
Mide 16 mm de longitud.

## Distribución
Se distribuye por Japón.